# Lemmington Hall
Lemmington Hall er en herregård fra 1700-tallet der har inkorporeret et beboelsestårn fra 1400-tallet, der ligger nær Edlingham, Northumberland, England. Den oprindelige bygning blev opført til Beadnall-familien i begyndelsen af 1400-tallet, og ebstod af en fire-etagers bygning, der blev reduceret i højden i 1600-tallet af Nicholas Fenwick (borgmester af Newcastle i 1720) i forbindelse med, at den blev ombygget til country house.
Det er en listed building af anden grad.